# 黄龙乡 (岳池县)
黄龙乡，是中华人民共和国四川省广安市岳池县下辖的一个乡镇级行政单位。

## 行政区划
黄龙乡下辖以下地区：
柏树坝村、小白岩村、樟木桥村、石马山村、龙门村、杨家沟村、滑石板村、铺芽山村、玉瓶寨村和大地坝村。

## 特产
黄龙贡米：中国地理标志产品。